# László Simon
László Simon (Nagykanizsa, 18 gennaio 1986) è un ex cestista ungherese.